# Lennon
Lennon – miejscowość i gmina we Francji, w regionie Bretania, w departamencie Finistère.
Według danych na rok 1990 gminę zamieszkiwało 646 osób, a gęstość zaludnienia wynosiła 28 osób/km² (wśród 1269 gmin Bretanii Lennon plasuje się na 750. miejscu pod względem liczby ludności, natomiast pod względem powierzchni na miejscu 425.).